# Funeraliile papei Francisc
Funeraliile Papei Francisc au avut loc pe 26 Aprilie 2025, la 5 zile după decesul acestuia. Au fost aprope de 2 ori mai scurte decât cele ale Papei Ioan Paul al 2-lea.  
Papa Francisc fost înmormântat în bazilica papală Santa Maria Maggiore din Roma, așa cum a cerut suveranul pontif în testament. Sicriul Papei Francisc a ajuns la Bazilica Santa Maria Maggiore, pentru a fi înhumat, după ce peste 250.000 de credincioși au asistat în Piața Sf. Petru, la funeralii.  
Liderii de stat care au participat la funeralii au fost:
ALBANIA – Președintele Bajram Bega.
ANGOLA – Președintele Joao Lourenco.
ARGENTINA – Președintele Javier Milei.
AUSTRIA – Președintele Alexander Van der Bellen, cancelarul Christian Stocker.
BANGLADESH – Consilierul principal (lider interimar) Muhammad Yunus, laureat al Premiului Nobel.
BELGIA – Regele Philippe și Regina Mathilde, prim-ministrul Bart De Wever.
BRAZILIA – Președintele Luiz Inacio Lula da Silva și prima-doamnă Janja Lula da Silva.
MAREA BRITANIE – Prințul William și prim-ministrul Keir Starmer.
BULGARIA – Prim-ministrul Rosen Jeliazkov.
REPUBLICA CENTRAFRICANĂ – Președintele Faustin-Archange Touadera.
CROAȚIA – Președintele Zoran Milanovic.
CIPRU – Președintele Nikos Christodoulides.
CEHIA – Prim-ministrul Petr Fiala.
REPUBLICA DEMOCRATICĂ CONGO – Președintele Felix Tshisekedi.
REPUBLICA DOMINICANĂ – Președintele Luis Abinader.
ECUADOR – Președintele Daniel Noboa.
ELVEȚIA – Președintele Karin Keller-Sutter.
EMIRATELE ARABE UNITE – Președintele Sheikh Mohammed bin Zayed Al Nahyan.
ESTONIA – Președintele Alar Karis.
UNIUNEA EUROPEANĂ – Președinta Comisiei Europene, Ursula von der Leyen, președintele Consiliului European, Antonio Costa, președinta Parlamentului European, Roberta Metsola.
FINLANDA – Președintele Alexander Stubb.
FILIPINE – Președintele Ferdinand Marcos Jr.
FRANȚA – Președintele Emmanuel Macron.
GABON – Președintele Brice Oligui Nguema.
GERMANIA – Președintele Frank-Walter Steinmeier și cancelarul Olaf Scholz.
GEORGIA – Președinte Mihail Kavelașvili.
GRECIA – prim-ministrul Kyriakos Mitsotakis.
HONDURAS – președintele Xiomara Castro.
INDIA – Președintele Droupadi Murmu.
INDONEZIA – Președintele Joko Widodo.
IORDANIA – Regele Abdullah și soția sa, Regina Rania.
ITALIA – Președintele Sergio Mattarella și prim-ministrul Giorgia Meloni.
IRLANDA – Prim-ministrul Micheal Martin.
ISLANDA – Președintele Halla Tomasdottir.
KENYA – Președintele William Ruto.
LESOTHO – Regele Letsie III.
LETONIA – Președintele Edgars Rinkevics.
LIBAN – Președintele Joseph Aoun.
LITUANIA – Președintele Gitanas Nauseda.
LUXEMBURG – Prim-ministrul Luc Frieden.
MACEDONIA – Președinta Gordana Siljanovska-Davkova.
MADAGASCAR – Președintele Andry Rajoelina.
MALTA – Președinta Myriam Spiteri Debon.
MAROC – Prim-ministrul Aziz Akhannouch.
MOLDOVA – Președinta Maia Sandu.
MONACO – Prințul Albert și soția sa, Prințesa Charlene.
MOZAMBIC – Președintele Daniel Chapo.
MUNTENEGRU – Președintele Jakov Milatovic.
NOUA ZEELANDĂ – Prim-ministrul Christopher Luxon.
NORVEGIA – Prințul moștenitor Haakon și Prințesa moștenitoare Mette-Marit.
ONU – Secretarul General Antonio Guterres.
PALESTINA – Premierul Mohamed Mustafa.
POLONIA – Președintele Andrzej Duda.
PORTUGALIA – Președintele Marcelo Rebelo de Sousa și prim-ministrul Luis Montenegro.
QATAR – Prim-ministru Sheikh Mohammed bin Abdulrahman Al Thani.
ROMÂNIA – Președintele interimar Ilie Bolojan si Prim-ministrul Marcel Ciolacu
SERBIA – Prim-ministrul Djuro Macut.
SEYCHELLES – Președintele Wavel Ramkalawan.
SIERRA LEONE – Președintele Julius Maada Bio.
SLOVACIA – Președintele Peter Pellegrini.
SLOVENIA – Președinta Natasa Pirc Musar.
SPANIA – Regele Felipe și Regina Letizia.
SUEDIA – Regele Carl XVI Gustaf, Regina Silvia și prim-ministrul Ulf Kristersson.
TIMORUL DE EST – Președintele Jose Ramos-Horta.
TOGO – Președintele Faure Gnassingbe.
TURCIA – Președintele Parlamentului, Numan Kurtulmus.
ȚĂRILE DE JOS – Prim-ministrul Dick Schoof.
UCRAINA – Presedintele Volodimir Zelenski
STATELE UNITE – Președintele Donald Trump și prima-doamnă Melania Trump (Joe Biden și soția sa Jill Biden au participat si ei dar nu au făcut parte din delegația Americană) 
UNGARIA – Președintele Tamas Sulyok.
1. ↑  Redacția (26 aprilie 2025). „Cine participă la funeraliile Papei Francisc? Iată lista cu reprezentanții țărilor”. Ziarul de Iași - liderul presei ieșene. Accesat în 26 aprilie 2025.